# Філіпп Аґостіні
Філіпп Аґостіні (фр. Philippe Agostini; 11 серпня 1910, Париж — 20 жовтня 2001, там само) — французький кінооператор, режисер і сценарист.

## Біографія
Закінчив Вищу національну школу Луї Люм'єра. Починав працювати як асистент оператора у Жоржа Періналя. Як самостійний оператор дебютував 1934 року, працював з такими режисерами, як Марсель Л'Ерб'є, Марсель Карне, Робер Брессон, Жюль Дассен та ін. Як режисер поставив музичний фільм за п'єсою Ж. Бернаноса Діалоги кармеліток (1960, телевізійна версія — 1984), ряд картин зняв за власними сценаріями. Два його сини — Ів та Клод – також працюють кінооператорами.

## Вибрана фільмографія
- Пригоди в Парижі / Aventure à Paris (1936, Марк Аллегре)
- Бальна записна книжка / Un carnet de bal (1937, Жюльєн Дювівьє)
- Трагедія імперії / La Tragédie impériale (Rasputin,1938, М. Л’Ерб'є)
- Буря в Азії / Tempête sur l’Asie (1938, Ріхард Освальд)
- Потік / Le Ruisseau (1938, Клод Отан-Лара)
- День починається (1939, М. Карне)
- Весілля Шіффон / Le Mariage de Chiffon (1942, К.Отан-Лара)
- Любовні листи / Lettres d’amour (1942, К.Отан-Лара)
- Два солом'язливих / Les Deux timides (1943, Ів Аллегре)
- Ангели гріху / Les Anges du péché (1943, Робер Брессон)
- Перший в зв'язці / Premier de cordée (1944)
- Дами Булонського лісу / Les Dames du Bois de Boulogne (1945, Робер Брессон)
- Сільвія і привид / Sylvie et le fantôme (1946, К. Отан-Лара)
- Ворота ночі / Les Portes de la nuit (1946, М. Карне)
- Білі лапки / Pattes blanches (1949, Жан Гремійон, специальный приз МКФ в Локарно)
- Топаз / Topaze (1951, Марсель Паньоль)
- Ніч — моє царство (1951, Жорж Лакомб)
- Насолода / Le Plaisir (1952, Макс Офюльс)
- Чоловічі розборки (1955, Жюль Дассен)
- Якщо б нас розповіли про Париж / Si Paris nous était conté (1956, Саша Гітрі)
- В світі мовчання (1956, Жак-Ів Кусто, Луї Маль)
- Країна, з якої я родом / Le Pays, d’où je viens (1956, Марсель Карне)
- Втрьох — пара / Les Trois font la paire (1957, Саша Гітрі)
- Діалог кармеліток / Le Dialogue des carmélites (1960)
- Le Vrai visage de Thérèse de Lisieux (1964, документальний, за власним сценарієм)